# عزیزان کوچک
عزیزان کوچک (به انگلیسی: Little Darlings) فیلمی ۹۶ دقیقه‌ای به کارگردانی رونالد مکسول با بازی تاتوم اونیل است.